# ギュンター・パッシン
ギュンター・パッシン（Günther Passin、1937年5月20日 -2014年3月18日 ）は、ドイツのオーボエ奏者。また、教育者としても多くの弟子を育てた。フルート奏者のカール＝ハインツ・パッシン（ライプツィヒ・ゲヴァントハウス管弦楽団元首席フルート奏者）の実兄である。

## 経歴
- 1937年にライプツィヒに生まる。1946年9歳でピアノをはじめる。3年後1949年ドイツ民主共和国（東ドイツ）誕生。
- 小学校卒業後は1951年からザクセン州トールガウにある音楽の中等教育学校でオーボエ、ピアノ、ヴァイオリンを教わる。
- 1954年にライプツィヒ音楽大学に入学。ライプツィヒ・ゲヴァントハウス管弦楽団首席オーボエ奏者ヴィリー・ゲルラッハにオーボエを学び、1957年にケムニッツ市立歌劇場のオーケストラでオーボエ奏者としての最初のキャリアをスタートさせる。その後、東西間ベルリンの往来に緊張が生じ、妻子とともに旧西ドイツに亡命する。1960年から62年まで、デトモルトの北西ドイツ音楽アカデミーで、ヘルムート・ヴィンシャーマンに師事し、その間もヘルムート・ミュラー＝ブリュールが立ち上げたケルン室内管弦楽団で演奏活動を続ける。
- 1962年にベルリン放送交響楽団にソロ・オーボエ奏者として入団。ロリン・マゼール、リッカルド・シャイー、ヴラディーミル・アシュケナージら歴代の首席指揮者のもとで、演奏会と録音を多数行う。
- 1972年、ヘルムート・リリングが主宰するシュトゥットガルト・バッハ・コレギウムに参加。出版社「ヘンスラー」から刊行されたヨハン・ゼバスティアン・バッハの教会カンタータ・受難曲・ミサ曲などの全曲録音に参加する。
- 2014年3月、癌のため死去。

## 教育者として
- 1982年、ミュンヘン国立音楽大学大学院マイスターコースの教授に就任。ドイツ国内外の多くの学生の指導にあたる。門下生にはベルリン・フィルハーモニー管弦楽団オーボエ奏者クリストフ・ハルトマンそしてライプツィヒ・ゲヴァントハウス管弦楽団、バンベルク交響楽団、ベルリン・ドイツ交響楽団などのドイツ主要オーケストラで活躍するオーボエ奏者がいる。日本人でも、NHK交響楽団首席オーボエ奏者の茂木大輔、読売日本交響楽団首席奏者の蠣崎耕三、新日本フィルハーモニー交響楽団首席オーボエ奏者の古部賢一、名古屋フィルハーモニー交響楽団首席オーボエ奏者の寺島陽介、ブレーメン・フィルハーモニーソロイングリッシュホルン奏者の長岡大輔、ミュンヘン・ゲルトナー劇場イングリッシュホルン奏者　島崎智子などがいる。
- ドイツ、日本、中国、アメリカ、アルゼンチン、スウェーデン、オーストリア、インドでマスタークラスを開催し、世界各国でオーボエを教えた。
- 1992年、ほぼ40年ぶりにベルリン・フィルの指揮台に戻ってきたセルジュ・チェリビダッケの指揮するベルリン・フィルの演奏会にエキストラとして出演。ブルックナーの交響曲第7番で1番オーボエを吹いた。
- 1994年、ベルリン・ドイツ交響楽団（ベルリン放送交響楽団が東西ドイツ統一後に名称を変更）を退団。
- 1998年からザルツブルク・モーツァルテウム大学の客員教授をつとめた。この音楽院は、オーボエ奏者ローター・コッホもベルリン・フィル退団後、教授を務めた。

## 晩年、その他
- 引き続きザルツブルク・モーツァルテウム大学客員教授、ミュンヘン国立音大の教授職は後任のフランソワ・ルルーに譲り、2002年からはアウクスブルクの音楽大学で講師をつとめた他、近年、アマチュアのザルツブルク文化協会オーケストラを指揮指導していた。

## ディスコグラフィ
- "Virtuose Oboenkonzerte"（墺Schwann→独Koch Schwann　VMS-2022） - ヘルムート・ミュラー＝ブリュール指揮ケルン室内管弦楽団と、ファッシュ、ディッタースドルフ、プラッティ、シュテェルツェルなど、18世紀のオーボエ協奏曲を収録。1968年に録音。現在入手は困難な状態にある。
- モーツァルト：セレナード第10番『グラン・パルティータ』（独BAYER→香港Naxos 8.550060） - ジャーマン・ウインド・ソロイスツ（ドイツ管楽ゾリステン）として1987年に録音したもので、パッシンが1番オーボエを担当している。なお、2番オーボエはマンフレート・クレメントが担当。